# Tiawah, Oklahoma
Tiawah, Oklahoma (енгл. Tiawah) насељено је место без административног статуса у америчкој савезној држави Оклахома.

## Демографија
По попису из 2010. године број становника је 189, што је 23 (13,9%) становника више него 2000. године.
| Група             | 2000.       | 2010.       |
| Белци             | 133 (80,1%) | 153 (81,0%) |
| Афроамериканци    | 0 (0,0%)    | 0 (0,0%)    |
| Азијати           | 0 (0,0%)    | 0 (0,0%)    |
| Хиспаноамериканци | 0 (0,0%)    | 2 (1,1%)    |
| Укупно            | 166         | 189         |